# 相去村
相去村（あいさりむら）は、1954年（昭和29年）まで岩手県胆沢郡にあった村。現在の北上市相去町・大堤東・大堤西・大堤南・大堤北および金ケ崎町六原にあたる。

## 地理
- 河川：北上川

## 沿革
- 1878年（明治11年） - 相去村が胆沢郡から東和賀郡に移管される。
- 1889年（明治22年）4月1日 - 町村制施行にともない、旧来の相去村単独で村制施行して新制の東和賀郡相去村が発足。
- 1896年（明治29年）3月29日 - 胆沢郡に復帰し、胆沢郡相去村となる。
- 1954年（昭和29年）
  - 4月1日 - 和賀郡黒沢尻町・飯豊村・鬼柳村・更木村・二子村および江刺郡福岡村と合併し、北上市となる。
  - 10月1日 - 岩手県知事の勧告を受け、旧村域の一部（六原）が北上市から胆沢郡金ケ崎町に移管される。

## 行政
- 歴代村長

| 代 | 氏名       | 就任                      | 退任                       | 備考 |
| -- | ---------- | ------------------------- | -------------------------- | ---- |
| 1  | 桑原重三郎 | 1889年（明治22年）        | 1894年（明治27年）         |      |
| 2  | 金田哲弥   | 1894年（明治27年）        | 1897年（明治30年）         |      |
| 3  | 渡辺力之助 | 1901年（明治34年）        | 1901年（明治34年）         |      |
| 4  | 菊池誠     | 1901年（明治34年）        | 1902年（明治35年）         |      |
| 5  | 及川貞之進 | 1902年（明治35年）        | 1905年（明治38年）         |      |
| 6  | 金田哲弥   | 1905年（明治38年）        | 1909年（明治42年）         | 再任 |
| 7  | 佐藤順三郎 | 1909年（明治42年）7月3日  | 1917年（大正6年）2月3日    |      |
| 8  | 千田助之亟 | 1917年（大正6年）2月23日  | 1921年（大正10年）2月22日  |      |
| 9  | 門脇準治   | 1921年（大正10年）2月23日 | 1922年（大正11年）1月3日   |      |
| 10 | 佐藤順三郎 | 1922年（大正11年）2月14日 | 1926年（大正15年）2月13日  | 再任 |
| 11 | 桑島中作   | 1926年（大正15年）2月18日 | 1927年（昭和2年）9月18日   |      |
| 12 | 千田豊治   | 1927年（昭和2年）10月2日  | 1930年（昭和5年）11月11日  |      |
| 13 | 高橋卯吉   | 1931年（昭和6年）1月23日  | 1931年（昭和6年）10月8日   |      |
| 14 | 松田久次郎 | 1931年（昭和6年）12月21日 | 1934年（昭和9年）4月25日   |      |
| 15 | 千田豊治   | 1934年（昭和9年）8月7日   | 1937年（昭和12年）8月8日   | 再任 |
| 16 | 小野庄作   | 1937年（昭和12年）8月30日 | 1941年（昭和16年）8月29日  |      |
| 17 | 佐藤整治   | 1941年（昭和16年）9月8日  | 1945年（昭和20年）9月7日   |      |
| 18 | 児玉力蔵   | 1946年（昭和21年）1月22日 | 1947年（昭和22年）4月4日   |      |
| 19 | 松田久     | 1947年（昭和22年）4月5日  | 1954年（昭和29年）12月31日 |      |

## 交通

### 鉄道
- 国鉄東北本線 - 駅なし

### 道路
- 国道4号